# Rodenbach (Rhénanie-Palatinat)
Pour les articles homonymes, voir Rodenbach.
Rodenbach est une municipalité de la Verbandsgemeinde Weilerbach, dans l'arrondissement de Kaiserslautern, en Rhénanie-Palatinat, dans l'ouest de l'Allemagne.

## Liens externes

Localisation de Rodenbach dans la Verbandsgemeinde et dans l'arrondissement.

## Politique
|      | SPD | CDU | FWG | WeinROD | Total     |
| 2009 | 9   | 4   | 5   | 2       | 20 sièges |
| 2004 | 8   | 4   | 5   | 3       | 20 sièges |